# Mesa, Arizona
Mesa (angleška izgovorjava: /ˈmeɪsə/) je mesto v ameriški zvezni državi Arizoni. Mesa leži v okrožju Maricopa zraven Phoenixa in ima nekaj manj kot pol milijona prebivalcev. Celotno velemestno območje Phoenixa, kamor spada tudi Mesa, šteje skoraj 4,3 milijona prebivalcev. Kljub velikemu številu prebivalcev je Mesa predvsem spalno naselje in predmestje Phoenixa.

## Pobratena mesta
Mesa ima pet pobratenih mest:
- Burnaby, Kanada
- Caraz, Peru
- Guaymas, Mehika
- Kaiping, Kitajska
- Upper Hutt, Nova Zelandija